# Трёхполосая цивета
Трёхполосая цивета, или трёхполосая пальмовая цивета, или малозубая цивета, или мелкозубая цивета, или мелкозубая циветта (лат. Arctogalidia trivirgata) — вид млекопитающих семейства виверровых.

## Распространение и места обитания
Распространён в континентальной Юго-Восточной Азии — в северо-восточной Индии (Ассам), южном Китае, северной Мьянме, в Таиланде, Индонезии, Сингапуре и полуостровной Малайзии, а также в центральной части островов Суматра, Ява, Бали и Борнео на высоте до 1200 метров над уровнем моря. Обитают в дождевых и вторичных лесах, а также плантациях какао.

## Описание
Длина от основания хвоста до головы 44—60 см, длина хвоста 51—69 см; масса 2—2,5 кг. Мех головы и спины коричневато-серый, живота более светлого коричневого цвета. На теле имеется белая полоса, протягивающаяся от кончика носа до лба, а также три чёрных полосы, которые идут по всей длине тела. Нормальная температура тела 36,2 °C.

## Экология
Мелкозубые циветты — одиночные животные. Ведут ночной образ жизни. Являются всеядными и их диета изменчива; питаются фруктами, различными насекомыми и позвоночными (лягушками, птицами), в том числе млекопитающими, например, белками, пойманных в их гнёздах.

## Развитие
Самки заселяют дупла в деревьях. Половозрелой самка становится к трём годам. В помёте 2—3 детёныша. В неволе живут до 16 лет.